# Sida paucifolia
Sida paucifolia är en malvaväxtart som beskrevs av Dc.. Sida paucifolia ingår i släktet sammetsmalvor, och familjen malvaväxter. Inga underarter finns listade i Catalogue of Life.